# Qalhata
Qalhata va ser una reina nubia d'Egipte de la dinastia XXV.
Qalhata era filla del rei Piye i reina consort del seu germà Xabaka. És coneguda per l'estela dels somnis del rei Tanutamon i per la seva piràmide a Al-Kurru (Ku. 5).
Els registres assiris indiquen que el rei Tanutamon era fill de la germana de Taharqa. L'ascendència de Tanutamon no està clara ja que, o bé era fill de Xabaka i de la reina Qalhata o, com han proposat els egiptòlegs Aidan Mark Dodson, Dyan Hilton i Robert George Morkot, ho era de Xabaka i de la reina Tabekenamon.
La tomba de Qalhata a Al-Kurru conté textos que diuen que és "la mare del rei", donant algunes proves de les seves relacions familiars.